# Geetha N. Gopal
'Geetha Narayanan Gopal, noto anche come G.N. Gopal' (Muvattupuzha, 29 marzo 1989), è uno scacchista indiano.
Nel 2007 è diventato il primo Grande maestro del Kerala e il 16° dell'India.

## Principali risultati
Nel 2001  ha vinto il campionato indiano giovanile nella categoria U12 nella sezione rapid.
Nel 2004 ha vinto a il campionato indiano juniores (U20) all'età di 15 anni.
Nel 2010 è stato secondo a Delhi nel campionato indiano assoluto, dietro a Parimarjan Negi.
Con la nazionale dell'India ha partecipato a tre edizioni delle Olimpiadi degli scacchi dal 2008 al 2012, ottenendo complessivamente il 65,2% dei punti.
Ha ottenuto il suo più alto rating FIDE in luglio 2010, con 2611 punti Elo.